# Paralelo 57 S
O Paralelo 57 S é um paralelo no 57° grau a sul do plano equatorial terrestre. Está 3 graus a norte do limite setentrional do Oceano Antártico, e não atravessa terra firme.
Começando pelo Meridiano de Greenwich e tomando a direção leste, o paralelo 57° Sul passa sucessivamente por:
| País, território ou mar | Notas                                                                                         |
| ----------------------- | --------------------------------------------------------------------------------------------- |
| Oceano Atlântico        |                                                                                               |
| Oceano Índico           |                                                                                               |
| Oceano Pacífico         |                                                                                               |
| Oceano Atlântico        | Passa a norte da Ilha Vindicação e da Ilha Candelária, Ilhas Geórgia do Sul e Sandwich do Sul |